# Lessach
Lessach (Lungauer Dialekt: Leassa) ist eine Gemeinde im Bezirk Tamsweg im Bundesland Salzburg mit 550 Einwohnern (Stand 1. Jänner 2024).

## Geografie

### Lage
Die Gemeinde Lessach umfasst das Tal des Lessachbaches. Die Lessach entspringt im Grenzgebiet zur Steiermark und mündet südlich der Gemeinde bei Tamsweg in die Taurach. Dies ist der mit 1090 m ü. A. niedrigste Punkt der Gemeinde, höchste Erhebung ist der Hochgolling (2863 m). Weitere bekannte Gipfel sind Roteck, Kasereck, Waldhorn und Greifenberg. Das alpine Gebiet ist geprägt durch viele Seen:
| See                     | Größe [ha] |
| ----------------------- | ---------- |
| Oberer Landschitzsee    | 8,60       |
| Mittlerer Landschitzsee | 6,50       |
| Unterer Landschitzsee   | 11,19      |
| Lungauer Klaffersee     | 2,65       |
| Zwerfenbergsee          | 10,47      |
| Angersee                | 2,54       |
| Lindlsee                | 0,60       |

### Gemeindegliederung

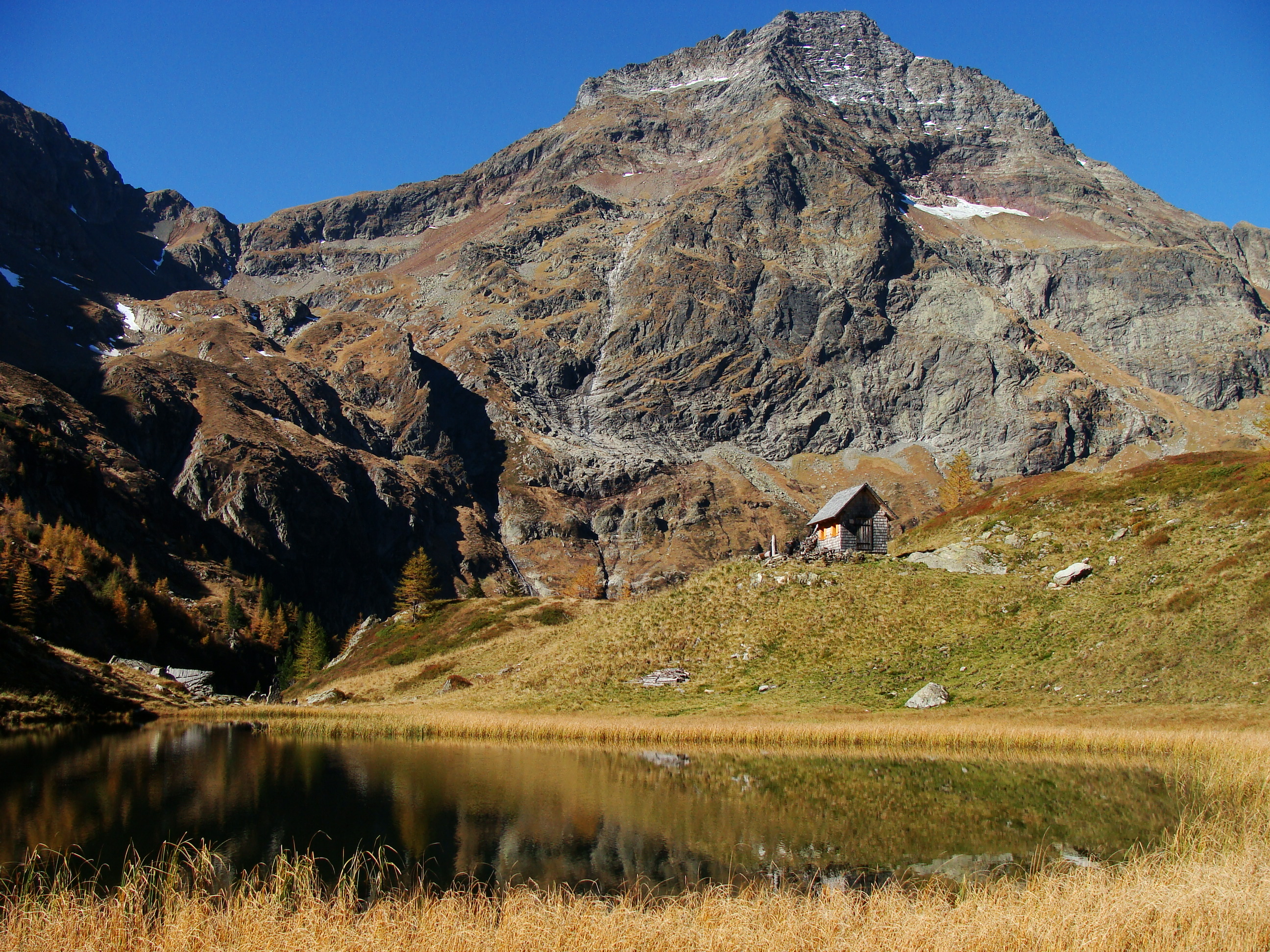
Hochgolling mit dem Gralatisee

Das Gemeindegebiet umfasst folgende zwei Ortschaften (in Klammern Einwohnerzahl Stand 1. Jänner 2024):
- Lessach (441)
- Zoitzach (109)

Die Gemeinde besteht aus den Katastralgemeinden Lessach und Zoitzach.

### Nachbargemeinden
|         | Schladming (GB)                             | Sölk (GB) |
| Göriach | Kompassrose, die auf Nachbargemeinden zeigt |           |
|         | Sankt Andrä im Lungau                       | Tamsweg   |

## Geschichte
Die Besiedlung von Lessach hat vermutlich schon vor dem 12. Jahrhundert stattgefunden (erste Nennung des auf den slaw. Stamm les- 'Wald, Holz' zurückgehenden Ortsnamens 1130). Die erste Kirche, die dem hl. Paulus geweiht war, wurde voraussichtlich im 13. Jahrhundert gebaut. Beim Umbau im 15. Jahrhundert blieben der Altarraum und der Turm bis zur Glockenstube erhalten. Eine Vergrößerung des Kirchenschiffes erfolgte im Jahr 1762. Ein Brand nach einem Blitzschlag zerstörte 1857 einen Großteil der Kirche. Bei einem Großbrand 1908 wurden 28 Wohnhäuser und 26 Wirtschaftsgebäude zerstört, 200 Personen wurden obdachlos.

### Bevölkerungsentwicklung

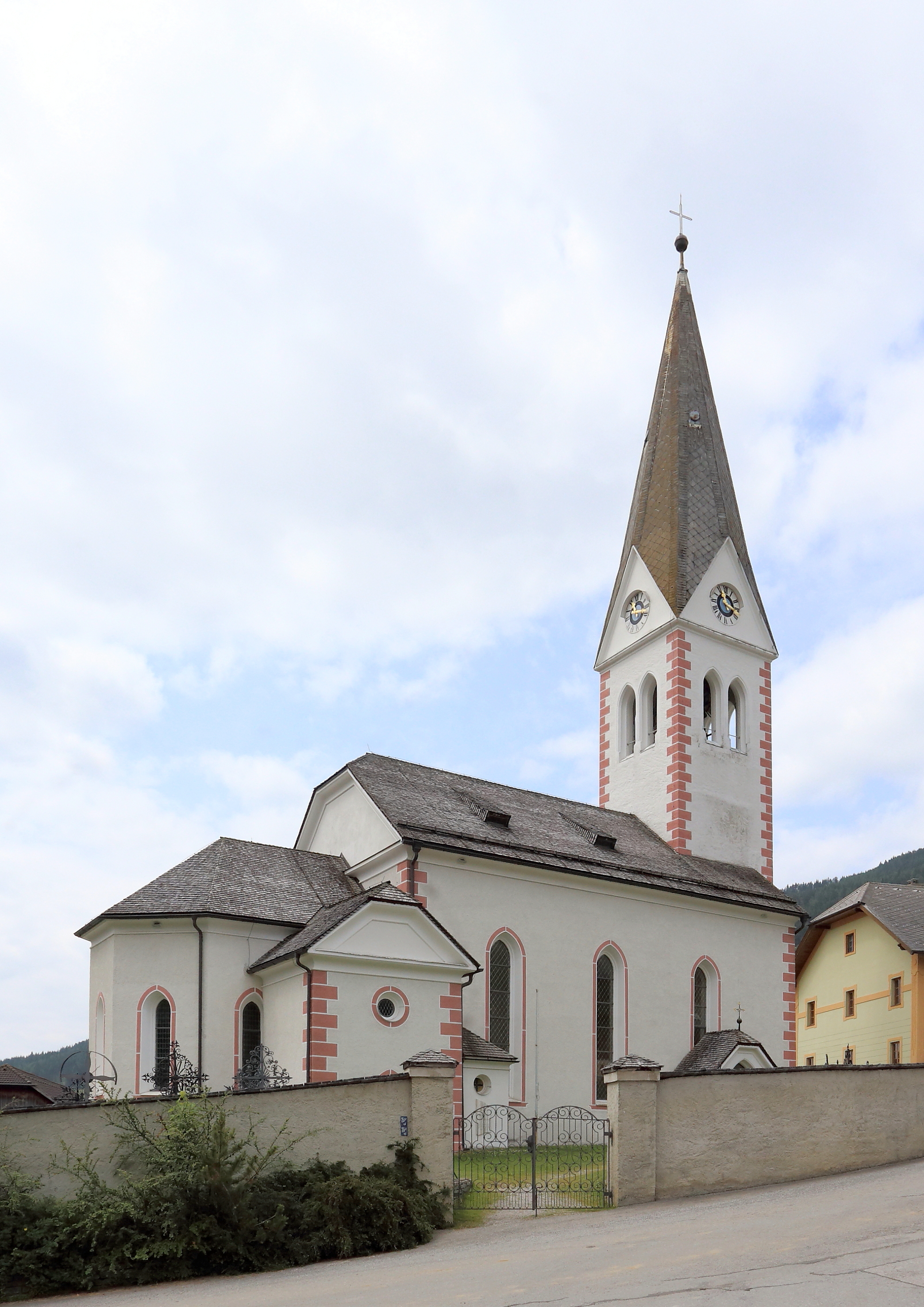
Pfarrkirche Lessach

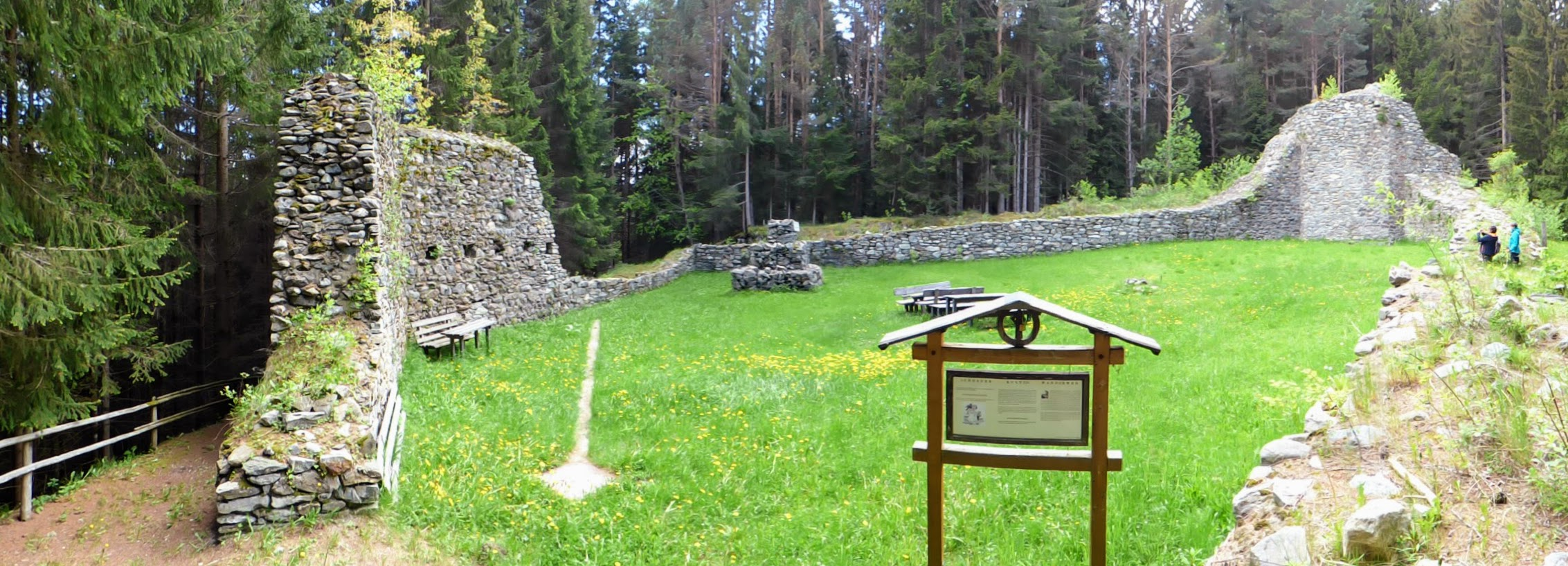
Burgruine Thurnschall

## Politik

### Gemeinderat
| Gemeinderatswahl 2024Wahlbeteiligung: 81,3 % 6050403020100 52,3 % (+33,7 %p)38,6 % (−20,9 %p)9,1 % (−12,8 %p) SPÖÖVPFPÖ20192024 |

Die Gemeindevertretung hat insgesamt 9 Mitglieder:
| Partei | 2024    | 2024    | 2019    | 2019    | 2014    | 2014    | 2009    | 2009    | 2004    | 2004    |
| Partei | Prozent | Mandate | Prozent | Mandate | Prozent | Mandate | Prozent | Mandate | Prozent | Mandate |
| ------ | ------- | ------- | ------- | ------- | ------- | ------- | ------- | ------- | ------- | ------- |
| SPÖ    | 52,3    | 5       | 18,6    | 1       | 23      | 2       | 32      | 3       | 29      | 3       |
| ÖVP    | 38,6    | 4       | 59,5    | 6       | 63      | 6       | 68      | 6       | 63      | 6       |
| FPÖ    | 9,1     | 0       | 21,9    | 2       | 13      | 1       |         |         | 9       | 0       |

### Bürgermeister
- bis 2009 Matthias Jesner (ÖVP)[10]
- seit 2009 Peter Perner (ÖVP)[11]

### Wappen
Die Blasonierung des Gemeindewappen lautet: „In gespaltenem Schild rechts in Silber drei schwarze Querspitzen linkshin, links in Rot ein einwärtsgekehrter silberner Flügel.“
Der Flügel nimmt Bezug auf das Grafengeschlecht der Ortenburger. Die Querspitzen sind eine Übernahme des Wappens der Herren von Weißpriach, die im 15. Jahrhundert im heutigen Ortsgebiet ein  erzbischöfliches Gut zu Lehen hatten.
Die Verleihung des Wappens erfolgte am 15. Jänner 1973.

## Kultur und Sehenswürdigkeiten

### Bauwerke
- Katholische Pfarrkirche Lessach hl. Paulus
- Burgruine Thurnschall

### Sport
In Lessach gibt es einen Fußballplatz, der vom FC-Lessach genutzt wird.
Im westlichen Teil des Ortes befindet sich ein Ski-Schlepplift, welcher sich im Besitz des örtlichen Schiclubs befindet.
Bei der Talstation des Liftes befindet sich der Start der Langlaufstrecke. Diese verläuft bis in den „Lessacher-Winkl“.

## Wirtschaft und Infrastruktur
Lessach ist eine landwirtschaftlich geprägte Gemeinde. Von den 68 Arbeitsplätzen des Jahres 2011 entfielen 42 auf die Landwirtschaft, drei auf den Produktionssektor und 23 auf Dienstleistungen.
Im gleichen Jahr lebten 279 Erwerbstätige in Lessach. Davon arbeiteten 62 in der Gemeinde, mehr als drei Viertel pendelten aus.